# Taekwondo tại Đại hội Thể thao Đông Nam Á 2023
Taekwondo là một trong những môn thể thao được tranh tài tại Đại hội Thể thao Đông Nam Á 2023 ở Campuchia. Môn Taekwondo tại SEA Games 32 diễn ra từ ngày 12 tới ngày 15 tháng 05 năm 2023 tại Khu F Trung tâm Hội nghị Chroy Changvar.

## Nội dung thi đấu
Taekwondo tại Sea Games 32 sẽ bao gồm hai mươi bốn (24) nội dung bao gồm mười sáu (16) nội dung đối kháng và tám (08) nội dung Quyền, cụ thể:
- Quyền: quyền tiêu chuẩn cá nhân nam, quyền tiêu chuẩn cá nhân nữ, quyền tiêu chuẩn đồng đội nam, quyền đồng đội nữ, quyền tiêu chuẩn đôi nam nữ, quyền tự do cá nhân nam, quyền tự do cá nhân nữ, quyền tự do đồng đội hỗn hợp.

- Đối kháng nam, nữ: Các hạng cân dưới 54kg, 58kg, 63kg, 68kg, 74kg, 80kg, dưới và trên 87kg dành cho nam. Dưới 46kg, 49kg, 53kg, 57kg, 62kg, 67kg, dưới và trên 73kg dành cho nữ.

## Chương trình thi đấu
| Ngày        | Thời gian     | Nội dung          |
| ----------- | ------------- | ----------------- |
| 12 tháng 5  | 14:00 - 20:00 | Thi đấu quyền     |
| 13 tháng 05 | 14:00 - 20:00 | Thi đấu đối kháng |
| 14 tháng 05 | 14:00 - 20:00 | Thi đấu đối kháng |
| 15 tháng 05 | 14:00 - 20:00 | Thi đấu đối kháng |

## Bảng huy chương
| Hạng                | Đoàn                | Vàng | Bạc | Đồng | Tổng số |
| ------------------- | ------------------- | ---- | --- | ---- | ------- |
| 1                   | Thái Lan            | 7    | 6   | 2    | 15      |
| 2                   | Philippines         | 6    | 1   | 8    | 15      |
| 3                   | Việt Nam            | 4    | 5   | 3    | 12      |
| 4                   | Malaysia            | 3    | 2   | 3    | 8       |
| 5                   | Campuchia           | 2    | 4   | 10   | 16      |
| 6                   | Indonesia           | 1    | 4   | 4    | 9       |
| 7                   | Myanmar             | 1    | 0   | 4    | 5       |
| 8                   | Singapore           | 0    | 1   | 4    | 5       |
| 9                   | Lào                 | 0    | 1   | 2    | 3       |
| 10                  | Đông Timor          | 0    | 0   | 4    | 4       |
| Tổng số (10 đơn vị) | Tổng số (10 đơn vị) | 24   | 24  | 44   | 92      |

## Danh sách huy chương

### Biểu diễn tiêu chuẩn
| Nội dung     | Vàng                                                               | Bạc                                                                          | Đồng                                                                          |
| ------------ | ------------------------------------------------------------------ | ---------------------------------------------------------------------------- | ----------------------------------------------------------------------------- |
| Cá nhân nam  | Patrick Perez · Philippines                                        | Chin Ken Haw · Malaysia                                                      | Chhorn Kimhak · Campuchia                                                     |
| Cá nhân nam  | Patrick Perez · Philippines                                        | Chin Ken Haw · Malaysia                                                      | Kaung Zhin Khant · Myanmar                                                    |
| Cá nhân nữ   | Nur Humaira Abdul Karim · Malaysia                                 | Diyanah Aqidah Dian Khudairi · Singapore                                     | Mang Kanithyda · Campuchia                                                    |
| Cá nhân nữ   | Nur Humaira Abdul Karim · Malaysia                                 | Diyanah Aqidah Dian Khudairi · Singapore                                     | Yotthida Khenphokham · Lào                                                    |
| Đồng đội nam | Việt Nam · Phạm Quốc Việt · Nguyễn Thiên Phụng · Nguyễn Trọng Phúc | Philippines · Ian Corton · Joaquin Tuzon · Patrick Perez                     | Thái Lan · Nattachai Sutha · Sippakorn Wetchakornpatiwong · Worapol Sianglio  |
| Đồng đội nam | Việt Nam · Phạm Quốc Việt · Nguyễn Thiên Phụng · Nguyễn Trọng Phúc | Philippines · Ian Corton · Joaquin Tuzon · Patrick Perez                     | Singapore · Aloysius Yeo Zhijie · Khaw Hoong Keat · Ranen Fong Peng Shin      |
| Đồng đội nữ  | Philippines · Jocel Lyn Ninobla · Nicole Labayne · Aidaine Laxa    | Malaysia · Lim Jia Wei · Nur Humaira Abdul Karim · Nurul Hidayah Abdul Karim | Thái Lan · Ornawee Srisahakit · Pichamon Limpaiboon · Ratchadawan Tapaenthong |
| Đồng đội nữ  | Philippines · Jocel Lyn Ninobla · Nicole Labayne · Aidaine Laxa    | Malaysia · Lim Jia Wei · Nur Humaira Abdul Karim · Nurul Hidayah Abdul Karim | Việt Nam · Nguyễn Thị Kim Hà · Lê Trần Kim Uyên · Nguyễn Thị Hồng Trang       |
| Đôi nam nữ   | Malaysia · Jason Loo Jun Wei · Nurul Hidayah Abdul Karim           | Việt Nam · Lê Trần Kim Uyên · Phạm Quốc Việt                                 | Philippines · Ian Corton · Jocel Lyn Ninobla                                  |
| Đôi nam nữ   | Malaysia · Jason Loo Jun Wei · Nurul Hidayah Abdul Karim           | Việt Nam · Lê Trần Kim Uyên · Phạm Quốc Việt                                 | Singapore · Diyanah Aqidah Dian Khudairi · Ranen Fong Peng Shin               |

### Biểu diễn tự do
| Nội dung    | Vàng                                                                                                   | Bạc | Đồng |
| ----------- | --- | --- | --- |
| Cá nhân nam | Jiraphong Khetlak · Thái Lan                                                                           | Wawan Saputra · Indonesia                                                                                | Hứa Văn Huy · Việt Nam                                                                                    |
| Cá nhân nữ  | Sasipha Chuphon · Thái Lan                                                                             | Voeun Shita · Campuchia                                                                                  | Nine Akri Soe · Myanmar                                                                                   |
| Đôi nam nữ  | Việt Nam · Châu Tuyết Vân · Hứa Văn Huy · Nguyễn Ngọc Minh Hy · Nguyễn Thị Mộng Quỳnh · Trần Đăng Khoa | Thái Lan · Sasipha Chuphon · Nuttapat Kaewkan · Jiraphong Khetlak · Thunsinee Mookda · Chutiphon Pansoon | Philippines · Juvenile Crisostomo · Jeordan Dominguez · Justin Macario · Zyka Santiago · Darius Venerable |
| Đôi nam nữ  | Việt Nam · Châu Tuyết Vân · Hứa Văn Huy · Nguyễn Ngọc Minh Hy · Nguyễn Thị Mộng Quỳnh · Trần Đăng Khoa | Thái Lan · Sasipha Chuphon · Nuttapat Kaewkan · Jiraphong Khetlak · Thunsinee Mookda · Chutiphon Pansoon | Campuchia · Chhoeung Lyna · Chon Sovan · Kang Langchhun · Keo Moni · Nang Vannak                          |

### Đối kháng nam
| Hạng cân            | Vàng                             | Bạc                                   | Đồng                                   |
| ------------------- | -------------------------------- | ------------------------------------- | -------------------------------------- |
| Finweight 54 kg     | Kurt Bryan Barbosa · Philippines | Ramnarong Sawekwiharee · Thái Lan     | Sebastian Tan Chung Wan · Malaysia     |
| Finweight 54 kg     | Kurt Bryan Barbosa · Philippines | Ramnarong Sawekwiharee · Thái Lan     | Keston Ghim Weng Pang · Singapore      |
| Flyweight 58 kg     | Thanakrit Yodrak · Thái Lan      | Sam Youdeth · Campuchia               | Cerilio do Rego Cruz Lein · Đông Timor |
| Flyweight 58 kg     | Thanakrit Yodrak · Thái Lan      | Sam Youdeth · Campuchia               | Fu Cern Put Thai · Malaysia            |
| Bantamweight 63 kg  | Phạm Đăng Quang · Việt Nam       | Napat Sritimongkol · Thái Lan         | Muhammad Bassam Raihan · Indonesia     |
| Bantamweight 63 kg  | Phạm Đăng Quang · Việt Nam       | Napat Sritimongkol · Thái Lan         | Joseph Tumaca Chua · Philippines       |
| Featherweight 68 kg | Arven Alcantara · Philippines    | Chaichon Cho · Thái Lan               | Adam Yazid Ferdyansyah · Indonesia     |
| Featherweight 68 kg | Arven Alcantara · Philippines    | Chaichon Cho · Thái Lan               | Mean Soursayik · Campuchia             |
| Lightweight 74 kg   | Lý Hồng Phúc · Việt Nam          | Jack Woody Mercer · Thái Lan          | Va Mithona · Campuchia                 |
| Lightweight 74 kg   | Lý Hồng Phúc · Việt Nam          | Jack Woody Mercer · Thái Lan          | Myint Ko Ko · Myanmar                  |
| Welterweight 80 kg  | Muhammad Syafiq Zuber · Malaysia | Naufal Khairudin Osanando · Indonesia | Somsanouk Phommavanh · Lào             |
| Welterweight 80 kg  | Muhammad Syafiq Zuber · Malaysia | Naufal Khairudin Osanando · Indonesia | Dave Cuenca Cea · Philippines          |
| Middleweight 87 kg  | Samuel Morrison · Philippines    | Nicholas Armanto · Indonesia          | Muhd Luqman Hakim Suhaimi · Malaysia   |
| Middleweight 87 kg  | Samuel Morrison · Philippines    | Nicholas Armanto · Indonesia          | Phou Soucheng · Campuchia              |
| Heavyweight +87 kg  | Kyaw Ming Naing · Myanmar        | Vann Rithy · Campuchia                | Claudio Mousaco · Đông Timor           |

### Đối kháng nữ
| Hạng cân            | Vàng                                   | Bạc                                       | Đồng                               |
| ------------------- | -------------------------------------- | ----------------------------------------- | ---------------------------------- |
| Finweight 46 kg     | Julanan Khantikulanon · Thái Lan       | Ni Kadek Heni Prikasih · Indonesia        | Veronica Garces · Philippines      |
| Finweight 46 kg     | Julanan Khantikulanon · Thái Lan       | Ni Kadek Heni Prikasih · Indonesia        | Ana da Costa da Silva · Đông Timor |
| Flyweight 49 kg     | Panipak Wongpattanakit · Thái Lan      | Trương Thị Kim Tuyền · Việt Nam           | Lyden Kry · Campuchia              |
| Flyweight 49 kg     | Panipak Wongpattanakit · Thái Lan      | Trương Thị Kim Tuyền · Việt Nam           | Nur Fadzlyn Zahruddin · Singapore  |
| Bantamweight 53 kg  | Megawati Tamesti Maheswari · Indonesia | Chutikan Jongkolrattanawattana · Thái Lan | Baby Jessica Canabal · Philippines |
| Bantamweight 53 kg  | Megawati Tamesti Maheswari · Indonesia | Chutikan Jongkolrattanawattana · Thái Lan | Julie Mam · Campuchia              |
| Featherweight 57 kg | Phannapa Harnsujin · Thái Lan          | Aliza Chhoeung · Campuchia                | Nicole McCann · Philippines        |
| Featherweight 57 kg | Phannapa Harnsujin · Thái Lan          | Aliza Chhoeung · Campuchia                | Vũ Thị Dung · Việt Nam             |
| Lightweight 62 kg   | Sasikarn Tongchan · Thái Lan           | Trần Thị Ánh Tuyết · Việt Nam             | Sok Sreytoch · Campuchia           |
| Lightweight 62 kg   | Sasikarn Tongchan · Thái Lan           | Trần Thị Ánh Tuyết · Việt Nam             | Imbrolia Amorin · Đông Timor       |
| Welterweight 67 kg  | Casandre Tubbs · Campuchia             | Bạc Thị Khiêm · Việt Nam                  | Laila Rimbawa Delo · Philippines   |
| Welterweight 67 kg  | Casandre Tubbs · Campuchia             | Bạc Thị Khiêm · Việt Nam                  | Silvana Lamanda · Indonesia        |
| Middleweight 73 kg  | Kirstie Alora · Philippines            | Nguyễn Thị Hương · Việt Nam               | Dinda Putri Lestari · Indonesia    |
| Middleweight 73 kg  | Kirstie Alora · Philippines            | Nguyễn Thị Hương · Việt Nam               | Cheang Bunna · Campuchia           |
| Heavyweight +73 kg  | Sorn Seavmey · Campuchia               | Sirimanotham Sonesavanh · Lào             | Moe Pwint Phyu · Myanmar           |